# Oceaniske atletikforbund
Oceaniske atletikforbund (OAF, engelsk: Oceania Athletics Association, OAA) er det oceaniske atletikforbund. Forbundet blev stiftet 1969 i Port Moresby, Papua Ny Guinea. Generalsekretariatet er beliggende i Gold Coast, Queensland, Australien.

## Medlemmer
Det oceaniske atletikforbund har på det nuværende dispunkt 22 medlemmer, hvoraf to er associerede (Niue og Ny Kaledonien).

### Vestlige region
- Australiens atletikforbund
- Guams atletikforbund
- Kiribatis atletikforbund
- Marshalløernes atletikforbund
- Mikronesiens Forenede Staters atletikforbund
- Naurus atletikforbund

## Mesterskaber
- Junior; Atleterne er under 20 år.
- Ungdom: Atleterne er under 18 år.

OAF afholder (eller har afholdt) følgende mesterskaber:
| Mesterskab                         | Frekvens    |
| ---------------------------------- | ----------- |
| OM i atletik                       | Hvert 2. år |
| OM i terrænløb                     | Hvert år    |
| Junior-OM i atletik                | Hvert 2. år |
| Ungdoms-OM i atletik               | Hvert 2. år |
| Melanesian Mesterskabet i atletik  | Hvert 2. år |
| Mikronesien Mesterskabet i atletik | Forskelligt |
| Polynesien Mesterskabet i atletik  | Hvert 2. år |

## Formænd
Siden oprettelsen af EAF har forbundet haft fem formænd:
| Navn               | Land            | Periode   |
| ------------------ | --------------- | --------- |
| Arthur Hodsdon     | Australien      | 1969-1978 |
| Lee Morrison       | Australien      | 1978-1985 |
| Clive Lee          | Australien      | 1985-1991 |
| Peter Anderson     | Papua Ny Guinea | 1991-1995 |
| Viliame S. Tunidau | Fiji            | 1995-1999 |
| Anne Tierney       | Cookøerne       | 1999-2007 |
| Geoff Gardner      | Norfolk Island  | 2007-     |